# 普倫島
普倫島（英語：Pullen Island），是南極洲的島嶼，位於帕爾默地東岸，長9公里，最高點海拔高度495米，在1940年12月30日由美國探險隊發現，現時由南極條約體系管理。